# Goodman Group
Goodman Group est une entreprise australienne qui fait partie de l'indice S&P/ASX 50.